# Karl Wegele
Karl Wegele (* 27. September 1887 in Karlsruhe; † 11. November 1960 in Karlsruhe) war ein deutscher Fußballspieler, der mit dem Karlsruher FC Phönix 1909 Deutscher Meister wurde und zwischen 1910 und 1914 15 Länderspiele für die A-Nationalmannschaft bestritt.

## Sportliche Laufbahn

### Vereinskarriere
Seine gesamte fußballerische Karriere absolvierte Karl Wegele beim FC Phönix Karlsruhe. Bereits mit 16 Jahren spielte er als Jugendlicher im Seniorenteam von Phönix. Er gilt als Deutschlands erster großer Rechtsaußen und bestach durch seinen schnellen Antritt, seine Leichtfüßigkeit und sein gutes Dribbling. Außerdem war er ein überdurchschnittlich guter Flankengeber und Eckballschütze. Man sagte ihm später nach, er habe den Positionswechsel erfunden, denn keiner beherrschte das Rochieren mit den Innenstürmern so gut wie Wegele. Kirn/Nathan beschreiben in ihrem Ullstein-TB von 1958 den Stürmer folgendermaßen:
„Der Name gehört zu Phönix Karlsruhe. Wegele am rechten, Oberle am linken Flügel wurden zu einer Gedankenverbindung. Seine Flanken kamen mathematisch genau.“
Rasch machte er durch sein Können auf sich aufmerksam und trug durch seine besonderen Leistungen im Angriff dazu bei, dass Phönix Karlsruhe um die deutsche Meisterschaft spielen konnte. In der Südkreisliga ließen die „Blau-Schwarzen“ in der Saison 1908/09 zuerst die Stuttgarter Kickers, den 1. FC Pforzheim und den Lokalrivalen Karlsruher FV hinter sich, um dann vor dem 1. FC Nürnberg die süddeutsche Meisterschaft zu gewinnen. Den größten Erfolg mit seinem Verein feierte Wegele in der sich anschließenden Endrunde 1909. Über die Stationen FC Mönchengladbach und SC Erfurt erreichte Phönix das Finale. Am 30. Mai gewannen die Badener in Breslau mit 4:2 Toren gegen den Favoriten und Titelverteidiger Viktoria 89 Berlin das Endspiel um die deutsche Meisterschaft. Die Flügelzange Karl Wegele und Emil Oberle (5 Länderspiele) war auf Dauer durch die Abwehr der Berliner nicht auszuschalten. Auch die Nationalspieler Paul Hunder und Willi Knesebeck in der Verteidigung von Viktoria 89 konnten das nicht bewerkstelligen. Als Titelverteidiger nahm Phönix in der Runde 1909/10 erneut an der Endrunde teil. Im Halbfinale scheiterte Wegele mit seinen Kameraden aber am Karlsruher FV mit 1:2 Toren.
Wegele wurde durch seine herausragenden Leistungen zwölf Mal in die Auswahl des Südens berufen. Dreimal in Folge stand er mit dieser Mannschaft im Endspiel um den „Kronprinzenpokal“, der von den Landesauswahlmannschaften ausgetragen wurde. Zweimal konnte er den Endspielerfolg feiern, 1910 und 1912, einmal musste er – im Jahr 1911 – eine 2:4-Niederlage durch den Norden hinnehmen. In der Südauswahl klappte die Kooperation mit den Nationalspielern des Lokalrivalen Karlsruher FV bestens. Max Breunig, Ernst Hollstein und Wilhelm Gros hielten mit dem Fürther Karl Burger die Abwehr zusammen und im Angriff brillierte der KFV-Innensturm mit Fritz Förderer, Gottfried Fuchs und Julius Hirsch, in Szene gesetzt durch die Vorlagen des Rechtsaußen Karl Wegele von Phönix. Seine Vereinskarriere beendete er erst im Alter von 35 Jahren in der Kreisliga Südwest. Anschließend spielte er in der AH von Phönix. Später machte er sich als Trainer und auch als Vorsitzender um seinen Verein verdient.

### Auswahleinsätze
Vor dem Ersten Weltkrieg war er einer der erfolgreichsten Nationalspieler. Von 1910 bis 1914 spielte er 15-mal in der Nationalmannschaft und erzielte dabei zwei Tore. Ein Jahr nach dem Gewinn der deutschen Meisterschaft debütierte der Mann vom FC Phönix am 3. April 1910 in Basel beim 3:2-Sieg gegen die Schweiz als Rechtsaußen in der deutschen Nationalmannschaft. Es war das siebte offizielle Länderspiel einer DFB-Elf. Paul Hunder von Viktoria 89 Berlin fungierte als Mannschaftskapitän, Eugen Kipp von den Stuttgarter Sportfreunden (zwei) und Marius Hiller vom 1. FC Pforzheim zeichneten sich als Torschützen aus. In einem Spielbericht wird festgehalten: „Eine besondere Bereicherung war Wegele auf dem rechten Flügel. Seine enge Ballführung, Dribblings, der schnelle Antritt und die angeschnittenen Flanken begeisterten.“
Im Jahr der Olympischen Spiele 1912 in Stockholm erreichte er seinen Höhepunkt in der Nationalmannschaft; er bestritt sieben Spiele allein in diesem Jahr. Am 24. März eröffnete die „Karlsruher Kombination KFV/Phönix“ (Hollstein, Breunig, Gros, Wegele, Förderer, Fuchs, Hirsch, Oberle), ergänzt durch Adolf Werner (Victoria Hamburg), Helmut Röpnack (Viktoria 89 Berlin) und Karl Burger (SpVgg Fürth) mit einem 5:5 in Zwolle gegen die Niederlande das Länderspieljahr. Im April und Mai stürmte der Akademiker in zwei weiteren Länderspieleinsätzen gegen Ungarn und die Schweiz. Am 29. Juni 1912 verlor die deutsche Mannschaft das Vorrundenspiel beim Olympiaturnier in Stockholm gegen Österreich mit 1:5 Toren. Leider war der Phönix-Stürmer auch im Trostrundenspiel am 3. Juli bei der 1:3-Niederlage gegen Ungarn mit von der Partie, sodass das Fest der Olympiade für ihn persönlich und die DFB-Fußballer nicht gerade von Erfolg begleitet war. Nach dem Turnier war er noch in den Spielen im Oktober gegen Dänemark und im November gegen die Niederlande mit der Nationalelf im Einsatz.
Am 5. April 1914 in Amsterdam trug die deutsche Nationalmannschaft das letzte Länderspiel vor dem Ersten Weltkrieg aus. Bei dem 4:4-Unentschieden gegen die Niederlande gelang dem Mann am rechten Flügel an der Seite von Spielführer Adolf Jäger von Altona 93 – in seinem 15. Länderspiel – Sekunden vor dem Abpfiff der verdiente Ausgleich. Er wird als bester Nationalspieler des Jahres 1913/14 geführt.

## Erfolge
- Kronprinzenpokal-Sieger 1910, 1912
- Deutscher Meister 1909
- Süddeutscher Meister 1909
- Südkreismeister 1909

## Sonstiges
Bereits im Jahre 1920 erlangte der einstige Student der Mathematik und Chemie seine Professur in Pädagogik. Sein Staatsexamen hatte er an der Universität Heidelberg abgelegt. Am Karlsruher Kant-Gymnasium arbeitete er als Lehrer. Wegele galt als ein Pädagoge, der seinen Schülern das Wissen in möglichst anschaulicher und verständlicher Weise vermittelte. Seine Tipps und Ratschläge waren auch später nicht nur bei den Fußballern gefragt, sondern er kümmerte sich auch um die Aus- und Weiterbildung des Tennisnachwuchses beim Karlsruher Eislauf- und Tennisverein.
Zum 1. Mai 1933 trat er der NSDAP bei (Mitgliedsnummer 2.319.062).